# In Extenso (collection)

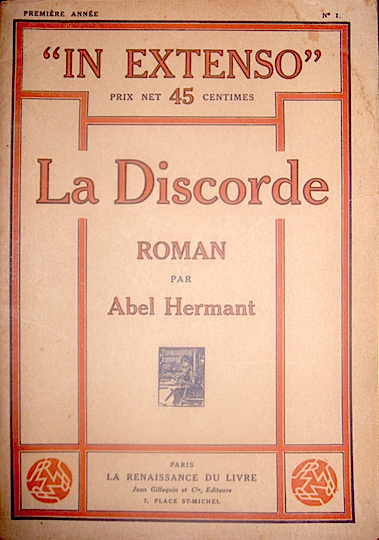
Couverture de La Discorde, premier ouvrage publié dans la collection (novembre 1909).

In Extenso est une collection littéraire, créée le 15 novembre 1909 à Paris par les éditions La Renaissance du livre.

## Histoire

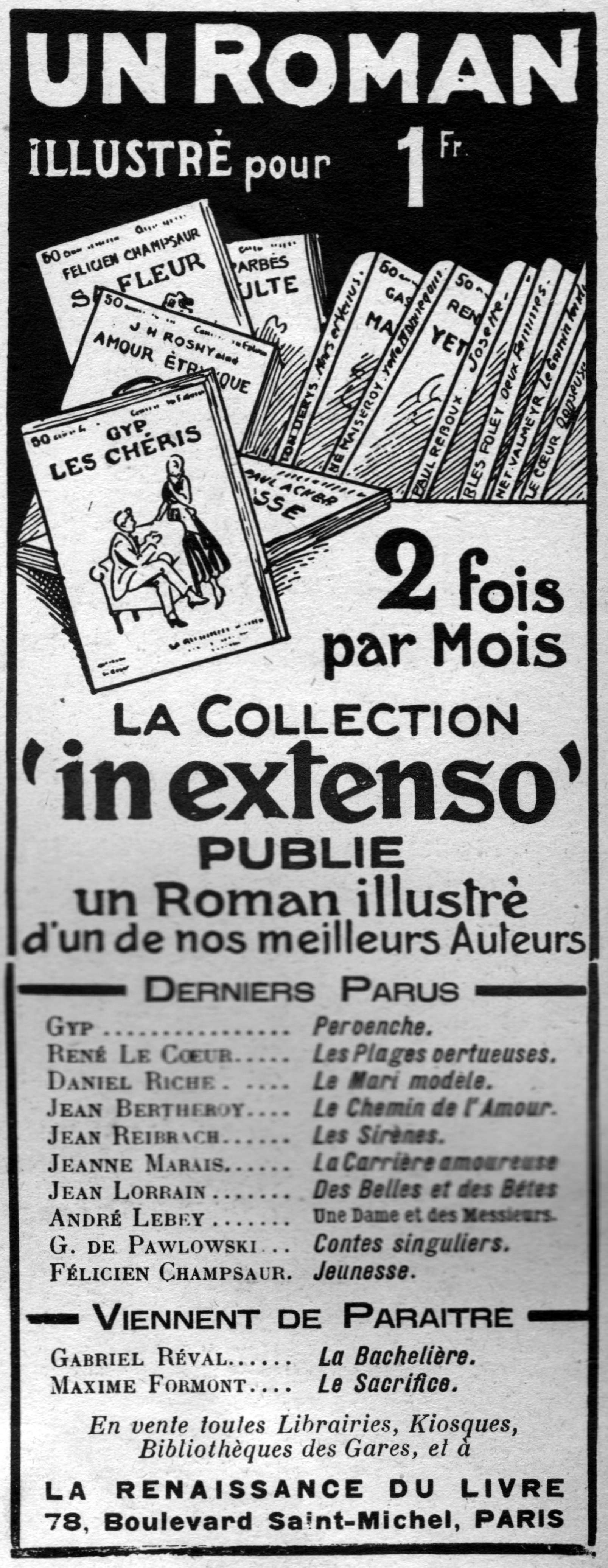
Publicité parue en janvier 1918.

La collection est lancée à grand renfort de publicité dans la presse. Le prix de vente au lancement est de 45 centimes, ce qui est considéré comme un prix bon marché. Le texte est imprimés sur deux colonnes, pour, en moyenne, 80 pages. Au départ, la publication est mensuelle. Chaque ouvrage comprend un numéro de série, inscrit sur la couverture, puis sur la tranche. L'éditeur offre un prix d'abonnement annuel pour le prix de 6,65 francs, port compris. À compter du numéro 108, la publication devient bimensuelle.
Les premiers auteurs publiés ne sont pas que francophones : l'apport d'auteurs étrangers vient du contrat signé entre La Renaissance du livre et l'éditeur britannique J. M. Dent, qui avait créé l'Everyman's Library.
La charte graphique évolue, passant d'un dessin géométrique rouge à un dessin façon gravure sur bois, figurant l'auteur, et produite par Léon Laugier (1879-1962).
Le 29 janvier 1912, la collection lance une refonte de la série, plus illustrée, vendue 60 centimes. Certains des premiers titres sont réimprimés avec une couverture générique illustrée par Gabriel Pinta, puis, au fil des mois, par différentes artistes.
Les derniers titres paraissent fin 1922 au prix de 1,20 franc par unité.

## Liste des ouvrages
Source

### 1909
- 1 : La Discorde par Abel Hermant
- 2 : Le Silence par Édouard Rod

### 1910
- 3 : L'Autre Femme par J.-H. Rosny
- 4 : Élisabeth Couronneau par Léon Hennique
- 5 : Les cœurs nouveaux par Paul Adam[5]
- 6 : L'Amour meurtrier par Matilde Serao
- 7 : Les Âmes en peine par Bjørnstjerne Bjørnson
- 8 : La Fin des bourgeois par Camille Lemonnier
- 9 : Défroqué par Ernest Daudet
- 10 : La Payse par Charles Le Goffic
- 11 : En exil par Georges Rodenbach
- 12 : Les revenants par Ibsen
- 13 : La Puissance des ténèbres par Tolstoi
- 14 : Rivalité d'amour par Henryk Sienkiewicz

### 1911
- 15 : Le Mort par Camille Lemonnier
- 16 : L'Amour masqué ou Imprudence et bonheur, roman inédit de Balzac[6]
- 17 : Amis de Edmond Haraucourt
- 18 : Le Cochon dans les trèfles par Mark Twain
- 19 : Dans les orangers de Vicente Blasco Ibáñez
- 20 : Un duo par Conan Doyle
- 21 : Lucie Guérin par Jean Bertheroy
- 22 : Le Galérien par Jonas Lie
- 23 : Une teigne par Lucien Descaves
- 24 : La Justice des hommes par Grazia Deledda
- 25 : Les Benoit par Edmond Haraucourt
- 26 : La Ville dangereuse par Charles-Henry Hirsch

### 1912

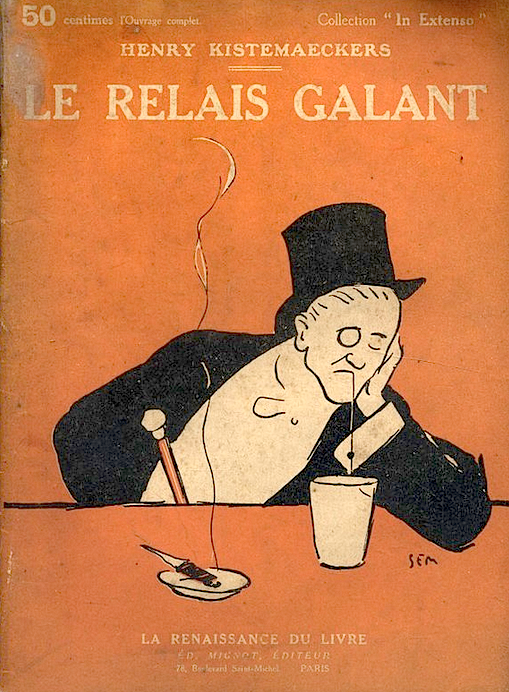
Couverture de Le Relais galant de Henri Kistemaekers, illustrée par Sem (no 38, 1912).

- 27 : Le Plus Petit Conscrit de France par Max et Alex Fischer — couverture de Lucien Métivet
- 28 : Josette par Paul Reboux — couverture de Léone Georges.
- 29 : Parenthèse amoureuse par Pierre Valdagne — couverture de Fabiano
- 30 : Deux femmes par Charles Foleÿ — couverture d'Abel-Truchet
- 31 : L'Histoire d'un ménage par Michel Provins
- 32 : Le Journal d'un moblot par Victor Margueritte — couverture de Louis Malteste
- 33 : À l'aube par Jean Reibrach — couverture d'Umberto Brunelleschi
- 34 : La Disparition de Delora par E. Phillips Oppenheim
- 35 : L'Amour perdu par René Maizeroy
- 36 : L'Empreinte d'amour par Marcel Lheureux — couverture d'Albert Jarach
- 37 : Stingaree par Ernest William Hornung
- 38 : Le Relais galant par Henri Kistemaekers — couverture de Sem

### 1913
- 39 : Un amant de cœur par Paul Acker - couverture d'Édouard Touraine
- 40 : Une séparation par George de Peyrebrune - couverture de Georges Léonnec
- 41 : L'Enfant perdu par Léon Frapié - couverture de Francisque Poulbot
- 42 : L'Amour aux champs par Gyp — couverture de Léo Fontan
- 43 : Trumaille et Pélisson par Edmond Haraucourt - couverture par Auguste Roubille
- 44 : Le Captain Cap par Alphonse Allais — couverture de Marcel Capy
- 45 : Les trois rivales par J.-H. Rosny
- 46 : Mon amie par Jacques des Gachons — illustrations de Marcel Louveau Rouveyre.
- 47 : L'Amour défendu par François de Nion — illustrations de Jean-Raoul Chaurand-Naurac
- 48 : Les amants maladroits par Georges Beaume — illustrations de Ricardo Florès
- 49 : Le Tourment d'aimer par Jean Bertheroy — illustrations de Léonce Burret
- 50 : L'Anneau ou la jeune fille imprudente par Louis de Robert — illustrations de Gerda Wegener

### 1914
- 51 : La Petite Esclave par Abel Hermant - illustrations de Georges Léonnec
- 52 : L'Illégitime par Henry Kistemaeckers - illustrations de René Vincent
- 53 : Passionnette tragique par Camille Pert - illustrations de Fabiano
- 54 : Les poires par  Gyp - illustrations de Jacques Nam
- 55 : L'Arriviste amoureux par Charles Foleÿ - illustrations d'Édouard Touraine.
- 56 : Lili par René Le Cœur — illustrations de Maurice Millière
- 57 : La Classe. Roman militaire par Paul Acker - illustrations de Pierlis
- 58 : Le Cricri par Gyp - couverture de Poulbot et illustrations d'Édouard Bernard
- 59 : Les amants singuliers par Henri de Régnier – illustrations de Chéri Hérouard
- 60 : Les tribulations d'un Boche à Paris par Delphi-Fabrice et Louis Merle — illustré par Fernand Gottlob
- 61 : Yette, mannequin par René Maizeroy — illustré par Albert Jarach
- 62 : Cœurs d'amants par Paul Lacour — illustrations de René Préjelan

### 1915
- 63 : Sous les ailes par Michel Corday — illustrations de Conrad
- 64 : Le Printemps du cœur par Léon Marcel Séché - illustrations de Léo Fontan
- 65 : Échalote et ses amants par Jeanne Landre — illustrations de Widhopff
- 66 : Bicard dit le Bouif par Georges de La Fouchardière — illustrations de Georges Hautot
- 67 : Fées d'amour et de guerre par Michel Provins — illustrations de Hérouard
- 68 : Le Prince amoureux par Louis de Robert — illustrations de Fabiano
- 69 : La Force de l'amour par Jean Reibrach — illustrations de Paul Chambry
- 70 : L'Âge du mufle par Gyp — illustrations de Maurice Millière
- 71 : Le Tumulte par Georges d'Esparbès — couverture de Conrad
- 72 : La Victoire de l'or par Charles Foleÿ — illustrations de Léonnec
- 73 : Le Gamin tendre par Binet-Valmer — illustrations de Édouard Touraine

### 1916

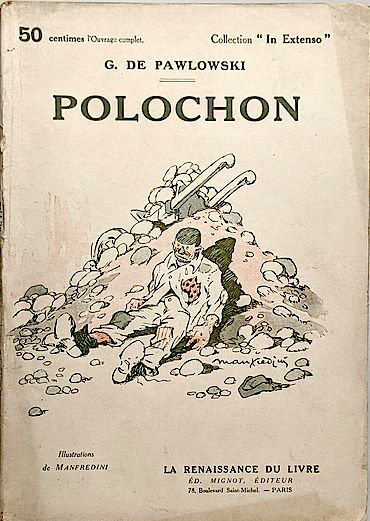
Couverture de Polochon de Gaston de Pawlowski, illustrée par Enzo Manfredini (no 75, 1916).

- 74 : Sa fleur par Félicien Champsaur — illustrations de Jacques Nam
- 75 : Polochon. Paysages animés par Gaston de Pawlowski — illustrations d'Enzo Manfredini
- 76 : Confidences de femme par Annie de Pène — illustré par Donilo
- 77 : Danseuse. Ma petite amie Rose par René Le Cœur — illustré par Hy Fournier
- 78 : Mars et Vénus par Gaston Derys — illustrations de Henri Mirande
- 79 : L'Amour fessé par Charles Derennes — illustrations de Paul Chambry
- 80 : Marco par George de Peyrebrune
- 81 : Les Chéris par Gyp — illustré par Guydo
- 82 : Daniel par Abel Hermant — illustré par Jack Abeillé
- 83 : Amour étrusque par J.-H. Rosny aîné — illustrations de Gerda Wegener[7]
- 84 : La Jolie Fille d'Arras par Gabrielle Reval — illustré par Chéri Hérouard
- 85 : Mon cousin Fred par Willy — illustré par Albert Jarach

### 1917
- 86 : Les sœurs rivales par Paul-Faure — illustrations de René Vincent
- 87 : Mimi du Conservatoire par Maurice Vaucaire — illustrations de Maurice Millière
- 88 : La Grogne par Georges d'Esparbès — illustrations de Georges Conrad
- 89 : Vieux Garçon par René Maizeroy — illustrations d'Édouard Touraine
- 90 : Amour vainqueur par Camille Pert — illustrations de Hy Fournier
- 91 : La Pagode d'amour par Myriam Harry — illustré par Raymond de La Nézière
- 92 : L'Art de rompre par Michel Provins — illustré par Léo Lechevallier
- 93 : Plaisirs d'amour par Jeanne Landre — illustré par Guydo
- 94 : Amants ou fiancés par Charles Foleÿ — illustré par Jacques Nam
- 95 : Notre masque par Michel Corday — illustré par René Vincent
- 96 : Le Béguin des muses par Charles Derennes — illustré par Sat.
- 97 : Le Plaisir par Binet-Valmer — illustrations de Hy Fournier

### 1918
- 98 : Le Bouif tient par Georges de La Fouchardière — illustré par Georges Hautot
- 99 : Pervenche par Gyp — illustré par Albert Jarach
- 100 : Les plages vertueuses par René Le Cœur
- 101 : Le Mari modèle par Daniel Riche — illustré par Chériane
- 102 : Le chemin de l'amour par Jean Bertheroy — illustré par David Burnand
- 103 : Les sirènes par Jean Reibrach — illustré par Georges Léonnec
- 104 : La Carrière amoureuse par Jeanne Marais — illustré par Hervé Baille
- 105 : Des belles et des bêtes par Jean Lorrain — illustré par Mich
- 106 : Une dame et des messieurs par André Lebey _ illustré par Léo Fontan
- 107 : Contes singuliers par Gaston de Pawlowski — illustrations d'Enzo Manfredini
- 108 : Jeunesse par Félicien Champsaur
- 109 : Mademoiselle X… souris d'hôtel par Maurice Vaucaire et Marcel Luguet — illustré par Maitrejean
- 110 : La Bachelière par Gabrielle Reval — illustré par Georges Hautot
- 111 : Le Sacrifice par Maxime Formont — illustré par J. Baste

### 1919

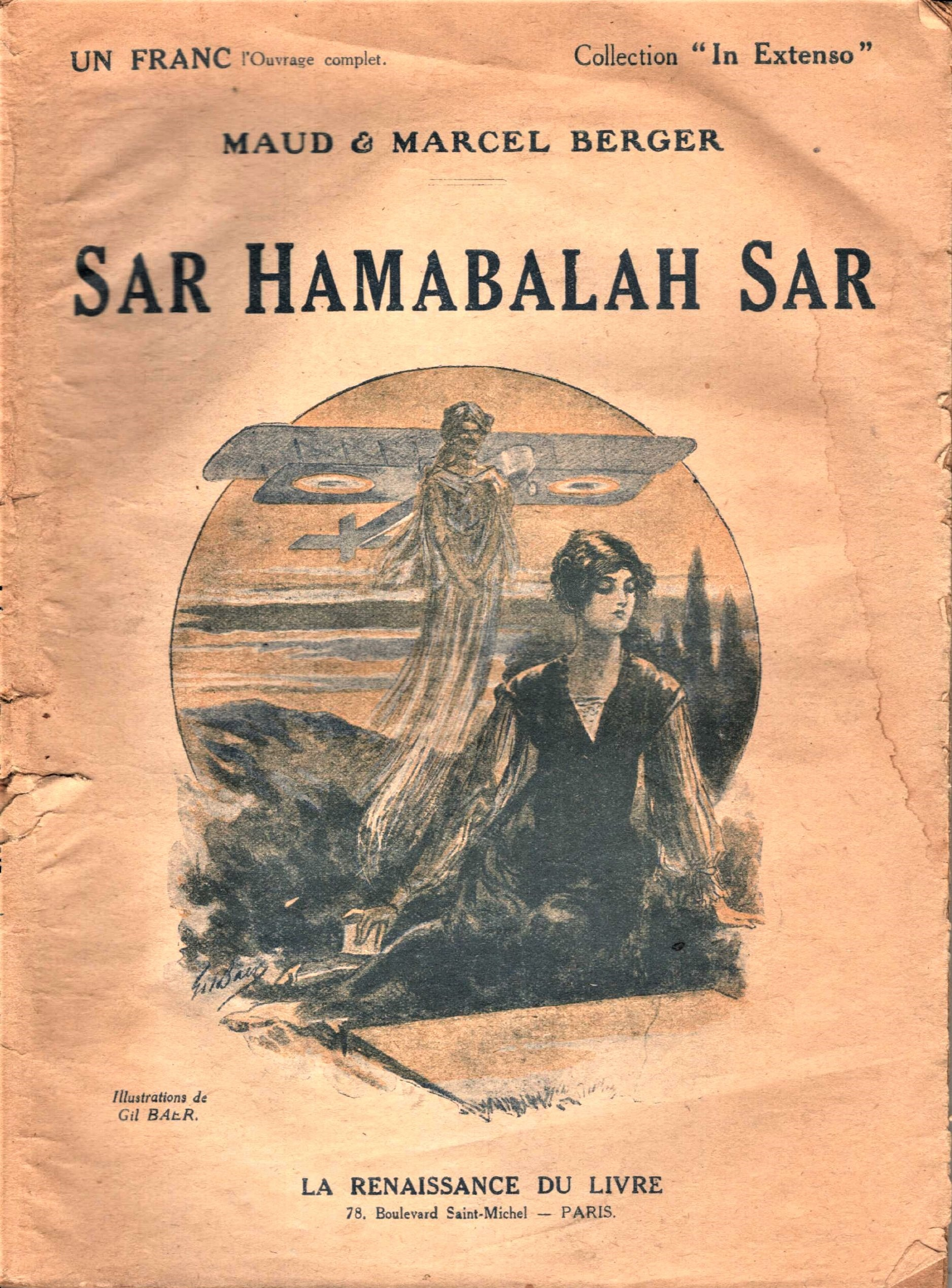
Couverture de Sar-Hamabalah-Sar (1919) de Maud et Marcel Berger, illustrée par Gil Baer.

- 112 : Les clowns par Maurice Montégut — illustré par Gérard Cochet
- 113 : L'Évadée par Annie de Pène — illustré par Pol Rab
- 114 : Temple d'amour par Rémy Saint-Maurice — illustré par Léon Courbouleix
- 115 : Après par René Maizeroy — illustré par H. Fournier
- 116 : Passions celtes par Charles Le Goffic — illustré par Georges Hautot
- 117 : Le Roman d'une épée par René La Bruyère — illustré par Chéri Hérouard
- 118 : L'Amour s'amuse par Gaston Derys — illustré par Albert Jarach
- 119 : Pantomime anglaise par Francis de Miomandre — illustré par Marco de Gastyne
- 120 : Cauchemars par André de Lorde — illustré par Gus Bofa
- 121 : Les Enfants sages par Charles Derennes — illustré par Henri Mirande
- 122 : Les Maquillés par Auguste Germain — illustrations de Donilo
- 123 : Entre la poire et le fromage par Gyp — illustrations de Marco de Gastyne
- 124 : Les Derniers Lys par Georges d'Esparbès - illustrations de Georges Conrad
- 125 : Confession d'une fille de trente ans par Marie-Anne Bovet — illustrations de Hervé Baille
- 126 : La Chambre vide par Maxime Formont — illustrations de Maurice Millière
- 127 : Le Page par Marcel Boulenger — illustrations de Jacques Brissaud
- 128 : Le Jeune Homme au masque par Edmond Jaloux
- 129 : Un second amour par Charles Foleÿ — illustrations de L. de Fleurac
- 130 : La Bachelière en Pologne par Gabrielle Reval — illustrations de G. Hautot
- 131 : Les Cervelines par Colette Yver — illustrations de Georges Capon
- 132 : Aux jardins par Georges Beaume — illustrations de Bernard de Sommyèvre
- 133 : Sar-Hamalabah-Sar par Maud et Marcel Berger — illustrations de Gil Baer
- 134 : Le Péplos vert par Maurice Waleffe — illustrations de Gerda Wegener
- 135 : Le Crime des riches par Jean Lorrain — illustrations de Albert Jarach

### 1920
- 136 : Tartufette par Rémy Saint-Maurice — illustrations de Léo Fontan
- 137 : Le Baiser rouge par Maxime Formont — illustrations de G. Cazenove
- 138 : Les Caprices de Nouche par Charles Derennes — illustrations de Maurice Leroy
- 139 : Graine de roi par Eugène Joliclerc
- 140 : La Croix de Malte par Marcel Boulenger — illustrations de Hy Fournier
- 141 : L'Âge du fard par Daniel Riche — illustrations de Charles-Michel
- 142 : La Petite Reine blanche par Maurice Des Ombiaux — illustrations de Charles-Michel
- 143 : La Mère Patrie par Maurice Montégut — illustré par Hervé Baille
- 144 : Jaboune par Franc-Nohain — illustrations de Marie-Madeleine Franc-Nohain
- 145 : Jeux passionnés par Gabriel Mourey — illustrations de Valentine Gross
- 146 : Premier Prix du conservatoire par Auguste Germain — illustrations de Hervé Baille
- 147 : L'Amour suprême par Marcel L'Heureux — illustrations de Yba
- 148 : La Reine amoureuse par André Geiger — illustrations de Léo Fontan
- 149 : Terre vierge par Gabriele D'Annunzio — illustré par Gérard Cochet
- 150 : Zibeline par Victor Snell — illustrations de Marco de Gastyne
- 151 : Les petits amis par  Gyp — illustrations de Michett
- 152 : Les immobiles par Pierre Guitet-Vauquelin — illustrations de Daniel Burnand
- 153 : Un amant dans les nuages par Charles Foleÿ — illustrations de Maurice Leroy
- 154 : Une comédienne par Henry Bauer
- 155 : Mlle Nouveau-Jeu par Paul Junka — illustré par Fabiano
- 156 : De l'une à l'autre par Marcel Luguet — illustrations de Georges Léonnec
- 157 : Confessions conjugales par Marie-Anne Bovet — illustrations de Hervé Baille
- 158 : La Couronne d'épines par Jean Bertheroy
- 159 : L'Agonie de l'amour par Edmond Jaloux— illustration de Ciolkowski

### 1921

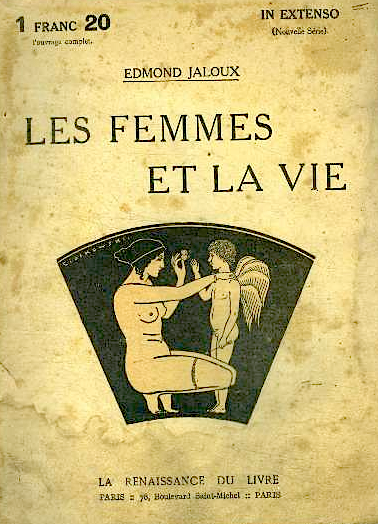
Couverture de Les femmes et la vie d'Edmond Jaloux (n° 179) par H.S. Ciolkowski.

- 160 : La Missionnaire par François de Nion
- 161 : L'Énervée par Maxime Formont — illustrations de J. Baste
- 162 : La Chaîne des dames par Maurice Montégut — couverture et hors-texte en couleurs de Maurice Leroy
- 163 : L'Inutile Décor par Rémy Saint-Maurice
- 164 : Gilberte (Le don de soi) par Paul Lacour — couverture et hors-texte en couleurs de Sat
- 165 : La Dame de l'arc-en-ciel par André Billy — couverture et hors-texte en couleurs de Ferreira Da Costa
- 166 : Les amoureux par  Gyp — couverture et hors-texte en couleurs de Paul Chambry
- 167 : La Petite Madame Grivot par Franc-Nohain — couverture et hors-texte en couleurs de Marie-Madeleine Franc-Nohain
- 168 : Maï la Basquaise par André Geiger — couverture et hors-texte en couleurs de Ramiro Arrue
- 169 : Nelson Brown par Adrien Vély
- 170 : Le Piège amoureux par Maurice Vaucaire — couverture et hors-texte en couleurs de Ferreira Da Costa
- 171 : Le Piment par Michel Provins — couverture et hors-texte en couleurs de Léo Lechevallier
- 172 : L'Ennemi par Gustave Guiches
- 173 : La Ville sans chef par Ricciotto Canudo — couverture et hors-texte en couleurs de Paul Chambry
- 174 : Le Royaume de l'oubli (Le Roman de l'opium) par Daniel Borys — couverture et hors-texte en couleurs de Clément Serveau
- 175 : Un conte bleu par Pierre Grasset — illustré par Paul Allier
- 176 : Jean des brumes par Charles Foleÿ — illustré par Mory
- 177 : Le Fiancé de Josette par Paul Junka — illustrations de Hervé Baille
- 178 : La Fraise de sang par Marie-Anne Bovet — couverture et hors-texte de Paul Chambry
- 179 : Les femmes et la vie par Edmond Jaloux — illustrations de Ciolkowski
- 180 : Frissons par André de Lorde — couverture illustrée par Paul Colin
- 181 : Une race par Georges Beaume — couverture en couleurs de Mory
- 182 : Le Cœur de Jacqueline par Georges Montignac — couverture par Paul Colin
- 183 : L'Agonie de l'Aigle. 1813-1814 par François de Nion — illustré par ?

### 1922

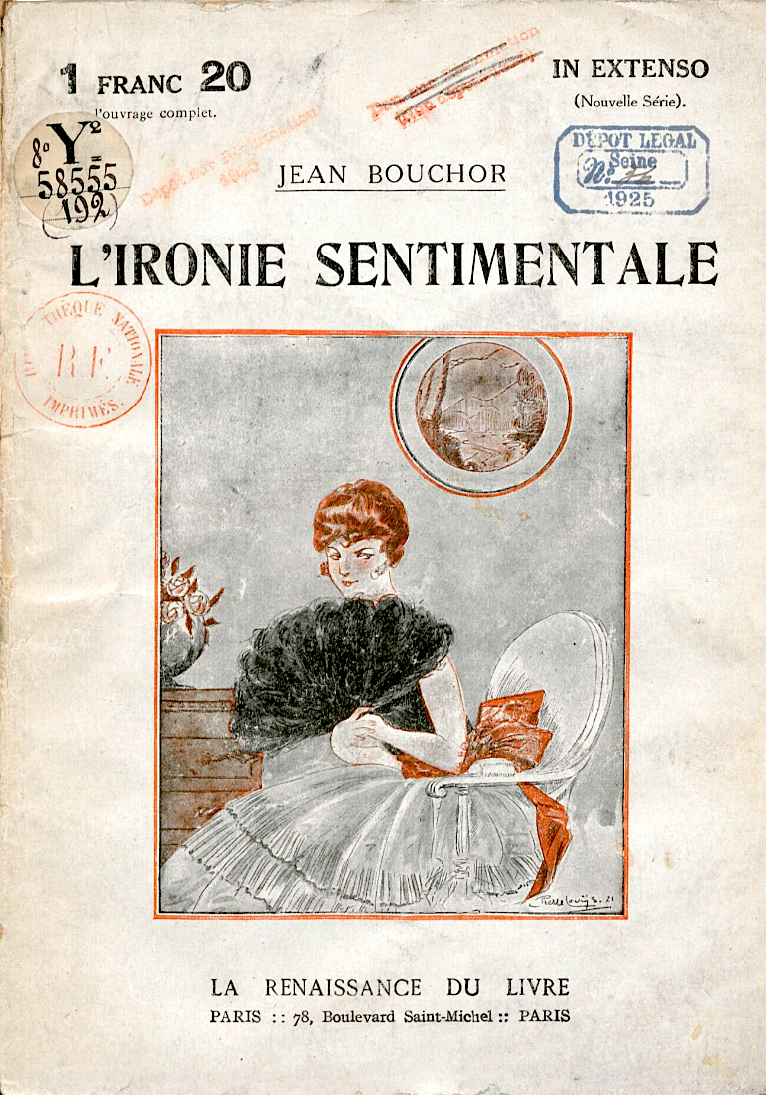
Jean Bouchor, L'Ironie sentimentale, couverture illustrée par Pierre Louÿs (1921).

- 184 : L'Heure de l'amour par Tancrède Martel — couverture et illustrations de René-Marie Castaing
- 185 : Le Parfum de la dame noire par Louis Sonolet — illustrations de Marcel Capy
- 186 : Le Prince Mourad par Jehan d'Ivray — illustrations de de P. Nouail
- 187 : Hors du foyer par Marguerite Poradowska — couverture illustrée par Armand Rapeño
- 188 : Au pays des blondes par Camille Mauclair — couverture illustrée par Paul Chambry
- 189 : Plus fort que l'amour par Gabriel Mauriere — couverture illustrée par A. Rapeño
- 190 : Cœur-de-roi par Charles Foleÿ — couverture illustrée en couleurs par Georges d'Ostoya
- 191 : L'Amoureuse conspiration par André de Lorde et Frantz Funck-Brentano — couverture en couleurs par P. Nouail
- 192 : L'Ironie sentimentale par Jean Bouchor — couverture illustrée en couleurs par Pierre Louÿs
- 193 :
- 194 :
- 195 : Le Péché de la morte par Maxime Formont — couverture illustrée en couleurs par Raymond Pallier
- 196 : Le Jardin délectable par Jean Bertheroy — couverture de Jean Muss
- 197 : Le Mystère plane par Georges Montignac — couverture illustrée par Jean Muss
- 198 : L'Amour de Marion par Charles Foleÿ — couverture illustrée par Jean Muss
- 199 : Cri-cri par  Cyril-Berger — Couverture illustrée par Poulbot
- 200 :
- 201 : Le Fruit vert par Eugène Joliclerc — couverture illustrée par Jean Muss
- 202 : Un nuage passa par Pierre Ladoué — illustrations de Jean Muss
- 203 : Madame de Lamballe par Charles Foleÿ — couverture illustrée en couleurs par Jean Muss
- 204 : Le Sanglot par Nonce Casanova — couverture illustrée en couleurs par Jean Muss
- 205 : Les doigts qui parlent par Jean Joseph-Renaud et Eloy Alary — couverture illustrée par Jean Muss
- 206 : Petites gens et grands cœurs par Maurice Montégut — couverture illustrée par Jean Muss

### Autre collection «In Extenso»
En 1995, les éditions Larousse lancent une collection « In Extenso », collection encyclopédique brochée sans rapport avec celle de 1909-1922.